# Аушріне (Расейняйський район)
Аушріне (Aušrinė) — село у Литві, Расейняйський район, Шилувське староство, знаходиться за 2 км від села Шилува. 2001 року в селі проживало 14 осіб.

## Принагідно
- Aušrinė

| Литва | Це незавершена стаття з географії Литви. Ви можете допомогти проєкту, виправивши або дописавши її. |